# 野薑花粽
野薑花粽新竹縣橫山鄉客家聚落內灣的野薑花粽，起源據說昔時進入內灣交通運輸不便，客家居民即以當地油羅溪盛產的野薑花作香料促進食慾，後來野薑花取根、莖晒乾研磨成粉末，加上當地山胡椒、山地香菇、黑豬豬肉、客家醃蘿蔔乾、糯米同蒸成香噴噴油飯，再以野薑花葉包粽再蒸，就是野薑花粽。